# Black Hawk Down
Black Hawk Down is een film die werd uitgebracht in 2001 en is gebaseerd op het non-fictieboek Black Hawk Down: A Story of Modern War van Mark Bowden.

## Verhaal
Het vertelt het ware verhaal van een Amerikaanse gevechtseenheid die op 3 oktober 1993 in Mogadishu (tijdens de Slag om Mogadishu) werd gedropt om twee hooggeplaatste Somalische spionnen te ontvoeren. Als de hele operatie volgens plan was verlopen, hadden de Amerikanen na een uur alweer met succes de aftocht kunnen blazen. De aanval stootte echter op een sterke verdediging en er werden twee Amerikaanse Black Hawk-helikopters neergeschoten. Er kwamen 19 Amerikanen en ongeveer 1000 Somali's om het leven, er raakten 73 US-soldaten gewond. Eén Amerikaan werd gevangengenomen in deze actie  en wat er op volgde.
De film vertelt het verhaal over een legermacht van Rangers, Delta Force en andere legereenheden die naar Somalië worden gestuurd om een einde te maken aan het bloedige conflict dat daar heerst.
Om dit conflict tot een einde te brengen wil men de krijgsheer (Aidid) die Mogadishu onder bevel heeft vermoorden. Men krijgt hem maar niet te pakken en na lang beraad besluit men om in een vergadering van vertrouwelingen van deze krijgsheer binnen te vallen om zo zijn verblijfplaats te vinden.
Op 3 oktober 1993 om 14:29 begint de aanval die, indien ze volgens plan ging slechts een uur zou duren.
Wanneer een eerste Black Hawk neerstort door een kapotgeschoten staart worden er soldaten naartoe gestuurd, maar tot overmaat van ramp stort er een tweede neer. De bemanningsleden worden gelyncht.
De hele nacht wordt er zwaar gevochten, maar met behulp van het Pakistaanse leger en andere eenheden worden alle soldaten en gewonden uit de stad geëvacueerd. Een groep van soldaten vindt geen plaats meer in de tank en moet het hele eind naar het stadion teruglopen. Deze scène staat ook wel bekend als de mijl van Mogadishu. Michael Durant, een van de piloten, wordt na 11 dagen vrijgelaten en twee weken later worden de Rangers en Delta Force uit Somalië teruggetrokken.
Op 2 augustus 1996 wordt Aidid vermoord, zo komt er een einde aan zijn heerschappij.
Een van de hoofdrollen in de film wordt vertolkt door Josh Hartnett. Hij speelt Matt Eversmann, een sergeant die aan het hoofd staat van een peloton elitesoldaten.